# ホルスター

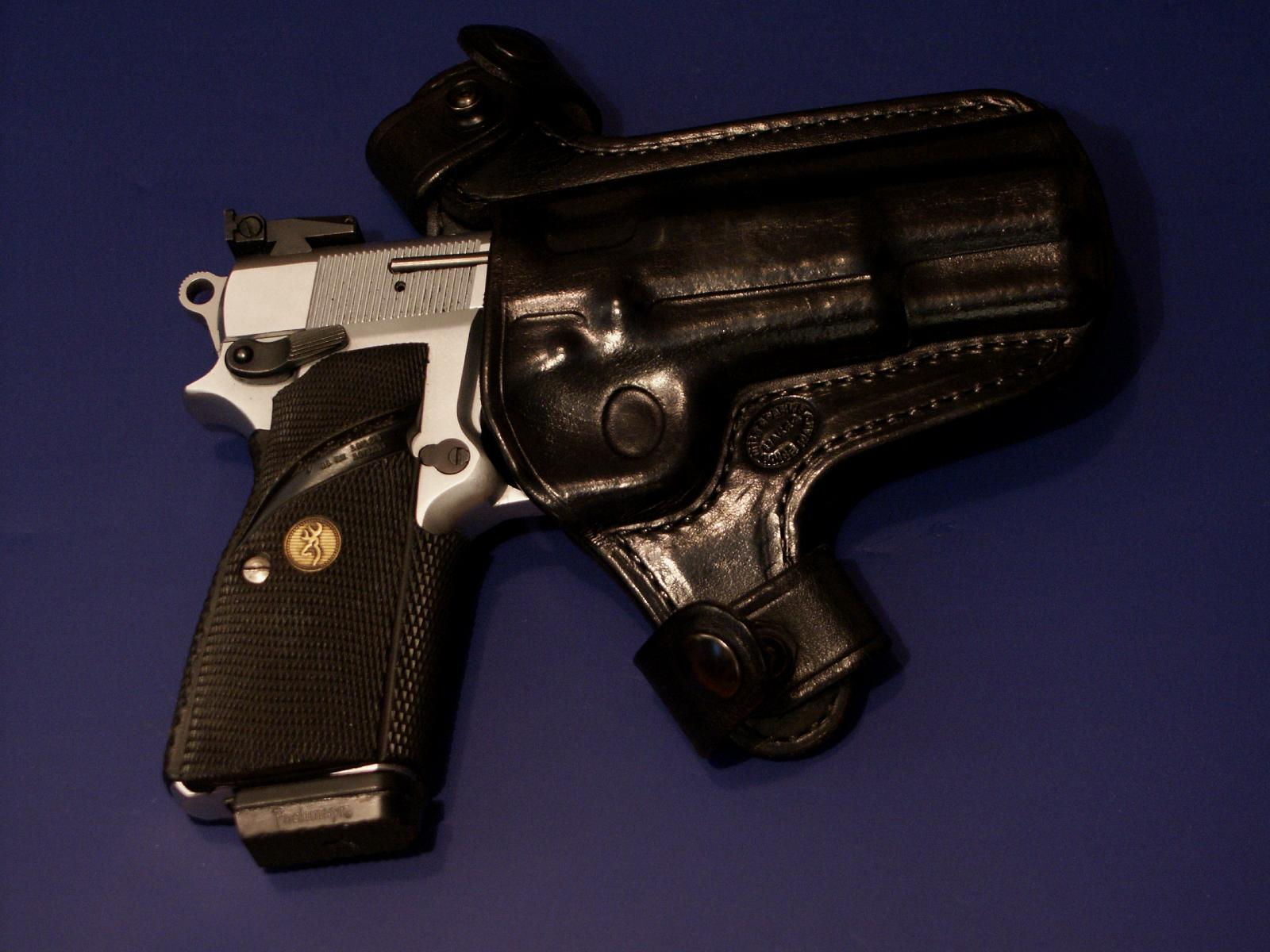
FN ブローニング・ハイパワーを収めた革製のヒップホルスター。

ホルスター（英: holster、鞘）は、道具類を収める身につけるケースのこと。本稿では拳銃用の物について詳述する。

## 概要
日本では拳銃嚢（けんじゅうのう）とも称される。ホルスターは、内部に拳銃を収めて携行するという、刀における鞘と同じ機能を持つ。普段は確実に銃を保持し、使用時には素早く銃を抜けることが要求される。材質は、古くから一般的である革製のものや、現代ではナイロン製や樹脂成形のほか、ゴム引き製や布製のものなどがあり、体に着ける位置によってヒップホルスター、ショルダーホルスター、レッグホルスターなどがある。変わったところでは、ホルスターをそのままストックとして取り付けられるものもある（スチェッキンなど）。
刑事ドラマや西部劇をはじめとするアクションドラマでは、小道具として役者がよく身に着けている。

## 種類
さまざまな種類があり、どのホルスターを使うかは、銃を隠し持つのか外から見えるように装備するのか、どのような銃を収めるのかなどによって決まる。

### 装着部位

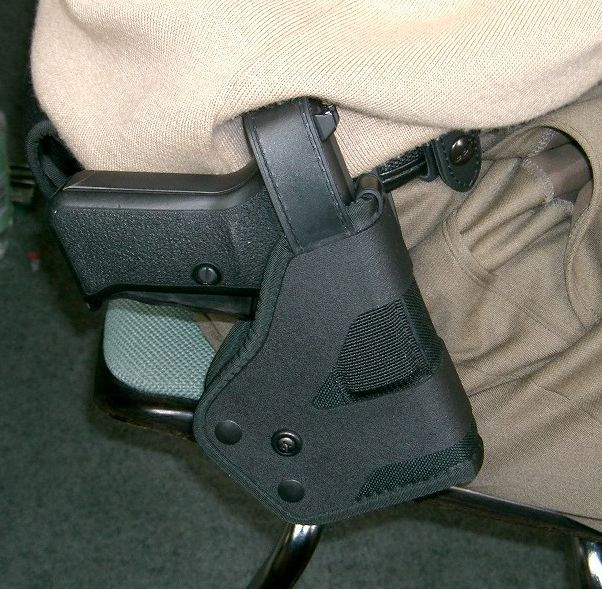
ドイツ・バイエルン州警察のヒップホルスター

体に装着する位置によって、以下のような種類がある。
ヒップホルスター
腰の周囲に装着する。装着位置に関しては、利き腕側側面（ストロングサイド・ドロー）、反対側側面（クロスドロー）、背面、腹部など多くのバリエーションがある。ベルトに固定する形式が多いが、ズボンと身体の間に板状部品（パドル）を挟みホルスターを固定する「パドルホルスター」なども存在する。銃を収めた時のグリップの高さにより「ローライド」「ハイライド」（ローはベルトより下、ハイはベルトより上）、他には前が切ってあってそのまま押し出せる「フロントブレイク」、レバーを引けば袋部分が丸ごと開くために抜く必要もない「クラムシェル」（cramshell=二枚貝の殻）、逆にグリップまでカバーされ、簡単には抜けない「フルフラップド」（一般に儀式用）、グリップ底部が上方を向き、銃身は地面と平行、または平行に近い角度になるよう腰背部に装着する「バックサイド」といったバリエーションがある。軍服や戦闘服着用の軍人、制服警察官、私服刑事など、最も多く使用されている形式。銃口が真下に向くものをナチュラルレイクと呼び、前に向くものをフロントレイク、後ろに向くものをバックレイクと呼ぶ。フロントレイクは競技用に多くみられ、バックレイクは私服警官などが多く用いる。
ショルダーホルスター
脇の下に銃を吊るす。ストラップを肩に掛け、反対側の肩や脇腹にストラップ、ゴムバンドなどを掛けて固定する。隠し持つことを重視し、私服刑事、航空機や装甲車両乗務などの狭い空間で任務に付く兵士などに使用されている形式。一般的には銃口を下に向けて収納するモデルが多いが、グリップが下を向く「アップサイドダウン」（逆様）、銃が水平に近い状態になる「ホリゾンタル」というモデルもある。武装している私服刑事がどんなに暑くても上着を脱がないのは、銃入りのホルスターをあらわにしないためである。
レッグホルスター
ベルトから吊るし、なおかつホルスター付属のバンドによって、太腿側面に固定する。ボディアーマーやタクティカルベストを着用した際でも銃が抜きやすいため、特殊部隊で多く使用されている形式。正しくは「サイ・ホルスター」（サイ=thighで太腿）。
このほか、ズボンと身体の間に銃を固定するインサイドホルスター、足首に付けるアンクルホルスター（使用は小型拳銃に限られるので、潜入捜査や予備銃携帯のために使われる）などがある。このうち、バックサイドホルスターとショルダーホルスターは、常に銃口を安全な方向に向けていなければならない射撃競技では使用しづらい。特にバックサイドホルスターは、銃を抜いたときに銃口が真後ろを向いている瞬間が必ず存在し、場合によってはルールで使用できないこともある。

### 材質

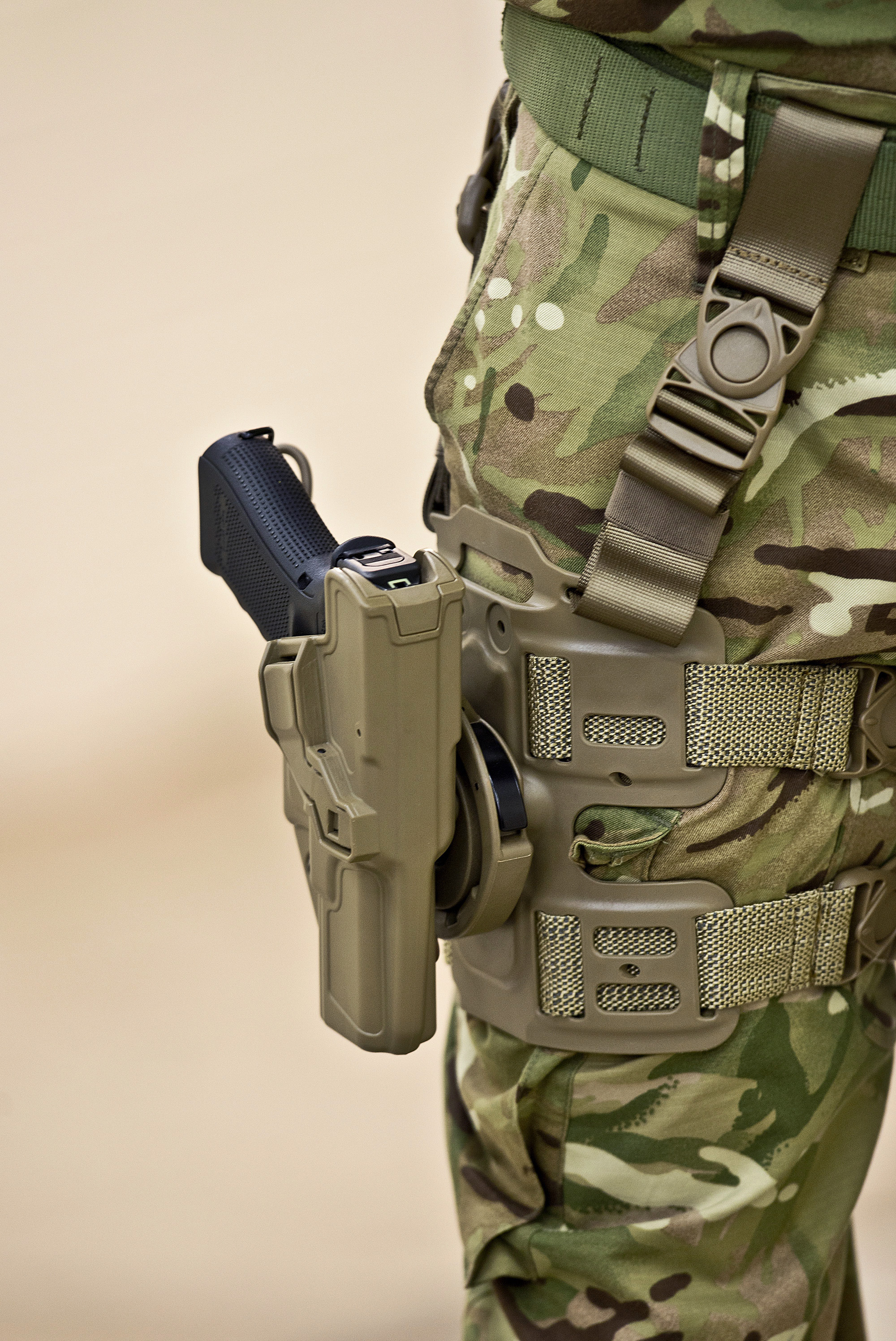
イギリス軍のグロック17用カイデックス製ホルスター。大腿部に取り付けられている。

ホルスターの材質としては、現代では革、ナイロン、そして、「カイデックス」（アクリル変性高衝撃塩化ビニール）成型の3種類が代表的である。これらは、次のような特徴を持つ。
革製ホルスター
銃の保持が確実。ストラップなどを使わず、革との摩擦力や縫い込まれた金属板で銃を固定できるものも多い。
外観、感触に高級感がある。
使用者に合わせた特注を専門職人へすることが可能（ガンマンの使用するものではベルトと一体になった種類があり、また、銀のスタッドで飾られたりするものもある）。
高価。
常に磨いたり保革油を塗ったりなどの手入れが必要。水濡れなどは論外。
特定の機種専用設計となる。同じようなサイズの銃でも細部の形状は異なるため、他の機種には使用できない場合が多い。ただし、ホルスター側の形状によっては他の機種も使用可能ではあるが、無理に使用するとホルスター内部を傷付け、銃を固定できない。
ナイロン製ホルスター
汎用性が高い。大きさ、形状が近い銃の場合、他機種用のホルスターでも使える場合が多い。
安価。
手入れが容易。水を被っても乾かせばよい。
銃を固定するためのストラップやフラップが必須で、銃を収めるのに手間がかかる。
カイデックス製ホルスター
銃の保持が確実で出し入れが容易。ホルスター本体の形状が立体的に銃に合わせてあり、差し込むだけで固定できるものが多い。また、強奪を防ぐため、着用者以外は（＝収めたままベルトから外すと）抜けないという安全機構を備えたものもある。
手入れが容易。
革製以上に特定の機種専用設計となる。革の場合は傷つくだけで済むが、こちらは樹脂なので、最悪の場合、割れてしまったり、またはどう頑張っても入れることはできない。
競技用として、即座に取り出すことに特化した金属やアクリル樹脂で作られたフレーム構造のホルスターも存在する。

## 主なメーカー
- ビアンキ
- デサンティス
- アンクル・マイクス
- ブレードテック
- ギャルコ
- サファリランド
- フォーブス
- アルフォンソーズ
- ブラックホーク
- ボストン
- 5.11タクティカル